# Kalyi Jag
Kalyi Jag är det ungerska metalbandet Ektomorfs tredje fullängdsalbum som släpptes år 2000.

## Låtlista
1. "Son Of The Fire" (4:54)
2. "Sunto Del Muro" (7:02)
3. "Freely"(3:21)
4. "Romungro" (3:42)
5. "For You" (2:24)
6. "For The Last Time" (5:36)
7. "Always Believe In Yourself" (2:35)
8. "Open Up Your Eyes" (6:00)
9. "Save My Soul" (2:44)
10. "The Way I Do" (3:17)
11. "Brothersong" (3:36)
12. "Don't Need" (4:01)
13. "Fly" (1:48)
14. "Kalyi Jag" (2:54)
15. "Forgotten Fire" (5:24)